# 미누마구
미누마구(일본어: 見沼区)는 일본 사이타마현 사이타마시를 이루는 10개 구 중 하나이다. 시의 북동부에 위치하고 구 오미야시의 동부에 해당한다.

## 지리
구의 서단을 남하해 남부에서 동쪽으로 유로를 바꾸는 시바카와강과 구 동부를 남하하는 미누마 용수동연에 둘러싸인 대지상의 대부분이 속한다. 동부에서 남부에는 "미누마 논"이라고 불리는 전원 지대가 펼쳐져 있고 사이타마현의 "미누마 논의 보전·활용·창조의 기본방침"에 의해 풍부한 녹지가 보호되고 있다.
1950년대에 중앙부의 오타니에 현영 주택단지가 조성된 것을 계기로 가타야강을 따라 나나사토역에 걸쳐 택지화가 진행되어 이후 북부도 포함해 대지부의 대부분이 개발되어 수도권의 주택 지역이 되었다.
동쪽으로 이와쓰키구, 남쪽으로 미도리구, 남서쪽으로 우라와구, 서쪽으로 오미야구, 북서쪽으로 기타구와 접하고 북쪽으로 아게오시, 하스다시와 접한다.

## 역사
- 미누마구 일대는 에도 시대에는 무사시국 아다치군 남부령에 속하고 있었다.
- 1878년 - 군구정촌편제법에 의해 성립한 기타아다치군에 속했다.
- 1889년 - 정촌제 시행과 함께 현재의 미누마구 지역에 2개 촌(오사토촌, 가타야나기촌)과 2개 조합촌이 성립하였다.
- 1892년 - 후카사쿠촌외 3촌조합의 4개 촌이 합병해 하루오카촌이 되었다.
- 1913년 - 히자코촌외 6촌조합의 7개 촌이 합병해 나나사토촌이 되었다.
- 1929년 - 호쿠소 철도(현 도부 노다선)가 개통하여 오와다역, 나나사토역이 개업하였다.
- 1940년 - 오스나토촌이 오미야정, 미하시촌, 미야하라촌, 닛신촌과 합병해 오미야시가 되었다.
- 1955년 - 나나사토촌, 가타야나기촌, 하루오카촌이 오미야시에 편입되었다.
- 1964년 - 도호쿠 본선에 히가시오미야역이 개업하였다.
- 2001년 - 우라와시, 오미야시, 요노시가 합병해 사이타마시가 되었다.
- 2003년 - 정령지정도시가 되면서 구 오미야시 동부를 구역으로 하는 미누마구가 설치되었다.

## 교통

### 철도
- 동일본 여객철도 도호쿠 본선(우쓰노미야선)
- 도부 철도 노다선

### 도로
- 국도 16호선